# Junkies, Monkeys and Donkeys
Albums de Jericho Jones
Jericho
(1972)
Singles
1. Time Is Now
Sortie : 1971

Junkies, Monkeys and Donkeys est le premier album du groupe de rock israélien Jericho Jones. Il est paru en 1971 sur le label A&M Records.

## Historique
C'est en arrivant en Angleterre que "The Churchills" changèrent leur nom en Jericho Jones. Fraichement signé par A&M Records, le label et le producteur Ellis Elias trouvant qu'un groupe venant d'Israel ne pouvait pas s'appeler "The Churchills", les musiciens se décidèrent pour Jericho (qui rappelait Israel) Jones (qui est typiquement anglais).
L'album fut enregistré lors d'une session marathon de 24 heures aux studios Tangerine à Londres sur une console 8 pistes. Il sera mixé plus tard par Ellis Elias qui décida aussi du nom de l'album, reprenant le titre d'une chanson qui y figure. C'est le label qui s'occupa du design de la pochette qui montre une main sortant des ruines de Jéricho. La pochette de l'édition française sera imprimée avec des couleurs différentes de l'originale, noire et rose au lieu de rouge et dorée et devint une rareté se négociant autour des 300 euros.
Les titres sont encore marqués par le rock progressif et psychédélique, mais commencent à s'orienter vers un rock plus dur, ce qui se confirmera sur l'album suivant. Un seul single sera tiré de l'album, "Time Is Now", une composition du leader de Mungo Jerry, Ray Dorset.
L'album sera réédité en 1990 par Repertoire Records avec cinq titres bonus provenant des singles et qui ne figurent sur aucun album du groupe. Il est à noter que les titres des face 1 et face 2 sont inversés sur la réédition.

## Liste des titres

### Album original paru sur A&M Records

#### Face 1
1. Mare Tranquilitas (Gavrielov) - 2:20
2. Man in the Crowd (Shoshan, Gaurielou, Huxley) - 3:13
3. There Is Always a Train (Huxley) - 6:31
4. Yellow and Blue (Huxley) - 5:09
5. Freedom (Shoshan) - 3:47

#### Face 2
1. Triangulum (Gavrielov) - 0:47
2. No School Today (Shoshan, Huxley) - 5:48
3. Junkies, Monkeys & Donkeys (Shoshan, Huxley) - 7:33
4. Time Is Now (Dorset) - 2:57
5. What Have We Got To Lose (Shoshan, Huxley) - 4:23

### Réédition 1990 avec titres bonus sur Repertoire Records
1. Mare Tranquilitas (Gavrielov) - 2:20
2. Man in the Crowd (Shoshan, Gavrielov, Huxley) - 3:13
3. There Is Always a Train (Huxley) - 6:31
4. Yellow and Blue (Huxley) - 5:09
5. Freedom (Shoshan) - 3:47
6. Triangulum (M.Gavrielov) - 0:47
7. No School Today (Shoshan, Huxley) - 5:48
8. Junkies, Monkeys & Donkeys (Shoshan, Huxley) - 7:33
9. Time Is Now (Dorset) - 2:57
10. What Have We Got To Lose (Shoshan, Huxley) - 4:23
11. Mama's Gonna Take You Home (Huxley, Birnbach) - 2:41
12. So Come On (Jericho Jones) - 3:51
13. Mona Mona (Jericho Jones) - 3:20
14. Champs (Jericho Jones)- 2:57
15. Hey Man(Shoshan, Huxley, Cohen) - 3:39

## Musiciens
- Haim Romano: guitares, mandoline, orgue
- Miki Gavrielov (Mike Gabrielle): basse, chœurs
- Robb Huxley: guitares, chœurs
- Danny Shoshan: chant, congas
- Ami Triebich: batterie, percussion